# Campionato Nazionale Dilettanti 1994-1995
Il Campionato Nazionale Dilettanti 1994-1995 fu la 47ª edizione del campionato di categoria e il V livello del calcio italiano.

## Stagione

### Aggiornamenti
A completamento di organico vengono ripescate in Serie C2:
- Saronno
- Valdagno
- Fermana
- Albanova
- Frosinone
- Nocerina

più le neoretrocesse Aosta, Centese, Pro Vasto, Cecina e Bisceglie.
Altre squadre che, pur avendone diritto, decidono di non iscriversi al campionato sono:
- Sarzanese
- Cuoiopelli
- Brindisi
- Paganese
- Vultur Rionero

tutte reiscritte in Eccellenza eccetto la Sarzanese iscritta in Seconda Categoria ligure.
Il Catania '93 cede il titolo sportivo alla Società Sportiva Leonzio 1909.
La Triestina viene iscritta d'ufficio dalla FIGC dopo il fallimento della vecchia società militante in C1.
Per far fronte a questa carenza di organico sono ripescate Cuneo, Bagnolese, Rondinella e Francavilla tra le retrocesse l'anno precedente. Mentre dall'Eccellenza sono ripescate Rotonda, Pro Salerno, Pegaso Collecchio, Anagni, Meda, Brugherio, Orceana, Osimana, Pro Italia Galatina, Juventina Gela, Catania, Sciacca e Orvietana.
L'Orceana cambia denominazione, iscrivendosi come Club Azzurri Brescia. 
La Juventina Gela si fonde con il Terranova Gela dando vita all'Unione Sportiva Juveterranova Gela.

## Girone A
Il Nizza Millefonti è una compagine di Torino.
La Torrelaghese è una compagine di Torre del Lago Puccini.

### Classifica finale
|  | Pos. | Squadra                 | Pt | G  | V  | N  | P  | GF | GS | DR  |
|  | ---- | ----------------------- | -- | -- | -- | -- | -- | -- | -- | --- |
|  | 1.   | Grosseto                | 49 | 34 | 18 | 13 | 3  | 49 | 20 | +29 |
|  | 2.   | Borgosesia              | 43 | 34 | 16 | 11 | 7  | 34 | 24 | +10 |
|  | 3.   | Savona                  | 38 | 34 | 11 | 16 | 7  | 32 | 22 | +10 |
|  | 3.   | Sestrese                | 38 | 34 | 12 | 14 | 8  | 29 | 29 | 0   |
|  | 5.   | Colligiana              | 37 | 34 | 12 | 13 | 9  | 31 | 25 | +6  |
|  | 5.   | Camaiore                | 37 | 34 | 12 | 13 | 9  | 31 | 28 | +3  |
|  | 7.   | Voghera                 | 35 | 34 | 11 | 13 | 10 | 35 | 30 | +5  |
|  | 7.   | Biellese-Vigliano       | 35 | 34 | 9  | 17 | 8  | 28 | 25 | +3  |
|  | 9.   | Nizza Millefonti        | 34 | 34 | 8  | 18 | 8  | 40 | 37 | +3  |
|  | 9.   | Valenzana               | 34 | 34 | 7  | 20 | 7  | 21 | 20 | +1  |
|  | 9.   | Pinerolo                | 34 | 34 | 10 | 14 | 10 | 32 | 33 | -1  |
|  | 12.  | Châtillon Saint-Vincent | 33 | 34 | 12 | 9  | 13 | 34 | 33 | +1  |
|  | 13.  | Torrelaghese            | 32 | 34 | 9  | 14 | 11 | 31 | 36 | -5  |
|  | 14.  | Moncalieri              | 31 | 34 | 10 | 11 | 13 | 22 | 32 | -10 |
|  | 15.  | Cuneo                   | 31 | 34 | 7  | 17 | 10 | 27 | 36 | -9  |
|  | 16.  | Pietrasanta             | 31 | 34 | 8  | 15 | 11 | 23 | 28 | -5  |
|  | 17.  | Certaldo                | 22 | 34 | 4  | 14 | 16 | 18 | 39 | -21 |
|  | 18.  | Rapallo Ruentes         | 18 | 34 | 4  | 10 | 20 | 18 | 38 | -20 |

Legenda:
      Promossa in Serie C2 1995-1996.
      Retrocessa in Eccellenza 1995-1996.
 Retrocessione diretta.
Regolamento:
Due punti a vittoria, uno a pareggio, zero a sconfitta.
Pari merito in caso di pari punti.
Spareggio in caso di pari punti in zona promozione e/o retrocessione.
Il Cuneo è retrocesso dopo aver perso lo spareggio contro l'ex aequo Moncalieri.

### Spareggi

#### Spareggio salvezza
Moncalieri, Cuneo e Pietrasanta terminarono il campionato a pari punti. Per decidere quali squadre dovessero disputare lo spareggio salvezza si ricorse ai punti negli scontri diretti. Peggior sorte toccò al Pietrasanta, retrocesso direttamente. Moncalieri e Cuneo disputarono lo spareggio.
|            | Risultati     |       | Luogo e data             |
| ---------- | ------------- | ----- | ------------------------ |
| Moncalieri | 0-0 (3-1 dtr) | Cuneo | Pinerolo, 20 maggio 1995 |
|            |               |       |                          |

## Girone B
Il Fermassenti è una compagine di San Giovanni Suergiu.

### Classifica finale
|  | Pos. | Squadra              | Pt | G  | V  | N  | P  | GF | GS  | DR   |
|  | ---- | -------------------- | -- | -- | -- | -- | -- | -- | --- | ---- |
|  | 1.   | Gallaratese          | 49 | 34 | 21 | 7  | 6  | 57 | 22  | +35  |
|  | 2.   | Caratese             | 46 | 34 | 17 | 12 | 5  | 52 | 30  | +22  |
|  | 3.   | Selargius            | 45 | 34 | 18 | 9  | 7  | 46 | 30  | +16  |
|  | 4.   | Corsico              | 44 | 34 | 15 | 14 | 5  | 45 | 15  | +30  |
|  | 5.   | Fanfulla             | 39 | 34 | 14 | 11 | 9  | 49 | 32  | +17  |
|  | 6.   | Mariano              | 39 | 34 | 14 | 11 | 9  | 40 | 27  | +13  |
|  | 7.   | Calangianus          | 39 | 34 | 16 | 7  | 11 | 44 | 32  | +12  |
|  | 8.   | Brugherio            | 37 | 34 | 12 | 13 | 9  | 31 | 23  | +8   |
|  | 9.   | Sparta Novara        | 36 | 34 | 13 | 10 | 11 | 50 | 32  | +18  |
|  | 10.  | Pro Patria           | 36 | 34 | 11 | 14 | 9  | 42 | 28  | +14  |
|  | 11.  | Castelsardo          | 36 | 34 | 16 | 4  | 14 | 43 | 36  | +7   |
|  | 12.  | Meda                 | 33 | 34 | 13 | 7  | 14 | 42 | 33  | +9   |
|  | 13.  | Abbiategrasso        | 32 | 34 | 9  | 14 | 11 | 34 | 36  | -2   |
|  | 14.  | Romanese             | 30 | 34 | 9  | 12 | 13 | 41 | 43  | -2   |
|  | 15.  | Santa Teresa Gallura | 28 | 34 | 9  | 10 | 15 | 25 | 33  | -8   |
|  | 16.  | Seregno              | 22 | 34 | 6  | 10 | 18 | 39 | 67  | -28  |
|  | 17.  | Fermassenti          | 19 | 34 | 6  | 7  | 21 | 26 | 66  | -40  |
|  | 18.  | Crema (-1)           | 1  | 34 | 0  | 2  | 32 | 8  | 129 | -121 |

Legenda:
      Promossa in Serie C2 1995-1996.
      Retrocessa in Eccellenza 1995-1996.
Regolamento:
Due punti a vittoria, uno a pareggio, zero a sconfitta.
Pari merito in caso di pari punti.
Spareggio in caso di pari punti in zona promozione e/o retrocessione.
Note:
Il Crema ha scontato 1 punto di penalizzazione.

## Girone C
La Casalese è una rappresentativa di Casalmaggiore.

### Classifica finale
|  | Pos. | Squadra             | Pt | G  | V  | N  | P  | GF | GS | DR  |
|  | ---- | ------------------- | -- | -- | -- | -- | -- | -- | -- | --- |
|  | 1.   | Alzano Virescit     | 50 | 34 | 19 | 12 | 3  | 54 | 25 | +29 |
|  | 2.   | Imolese             | 50 | 34 | 20 | 10 | 4  | 54 | 22 | +32 |
|  | 3.   | Collecchio          | 43 | 34 | 15 | 13 | 6  | 43 | 28 | +15 |
|  | 4.   | Faenza              | 41 | 34 | 15 | 11 | 8  | 52 | 36 | +16 |
|  | 5.   | Fidenza             | 41 | 34 | 12 | 17 | 5  | 31 | 23 | +8  |
|  | 6.   | Castel San Pietro   | 35 | 34 | 11 | 13 | 10 | 31 | 27 | +4  |
|  | 7.   | Sassuolo            | 34 | 34 | 9  | 16 | 9  | 32 | 29 | +3  |
|  | 8.   | Bagnolese           | 34 | 34 | 7  | 20 | 7  | 23 | 23 | 0   |
|  | 9.   | San Paolo d'Argon   | 33 | 34 | 9  | 15 | 10 | 35 | 29 | +6  |
|  | 10.  | Darfo Boario        | 33 | 34 | 8  | 17 | 9  | 34 | 40 | -6  |
|  | 11.  | Albinese            | 32 | 34 | 8  | 16 | 10 | 30 | 36 | -6  |
|  | 12.  | Capriolo            | 32 | 34 | 8  | 16 | 10 | 31 | 39 | -8  |
|  | 13.  | Reggiolo            | 31 | 34 | 7  | 17 | 10 | 30 | 32 | -2  |
|  | 14.  | Azzurri Brescia     | 30 | 34 | 10 | 10 | 14 | 39 | 49 | -10 |
|  | 15.  | Argentana           | 30 | 34 | 7  | 16 | 11 | 25 | 34 | -9  |
|  | 16.  | Casalese            | 26 | 34 | 6  | 14 | 14 | 33 | 47 | -14 |
|  | 17.  | Chiari              | 21 | 34 | 6  | 9  | 19 | 27 | 54 | -27 |
|  | 18.  | Sassolese S.Giorgio | 16 | 34 | 2  | 12 | 20 | 17 | 48 | -31 |

Legenda:
      Promossa in Serie C2 1995-1996.
      Retrocessa in Eccellenza 1995-1996.
 Retrocessione diretta.
Regolamento:
Due punti a vittoria, uno a pareggio, zero a sconfitta.
Pari merito in caso di pari punti.
Spareggio in caso di pari punti in zona promozione e/o retrocessione.
Note:
Gli Azzurri Brescia hanno ottenuto la permanenza in categoria battendo nello spareggio la ex aequo Argentana.
L'Imolese è stato poi ripescato in Serie C2 1995-1996 a completamento di organico.
L'Argentana è stata poi riammessa al Campionato Nazionale Dilettanti 1995-1996.

### Spareggi

#### Spareggio promozione
|                 | Risultati |         | Luogo e data            |
| --------------- | --------- | ------- | ----------------------- |
| Alzano Virescit | 2-0       | Imolese | Mantova, 21 maggio 1995 |
|                 |           |         |                         |

#### Spareggio salvezza
|                 | Risultati |           | Luogo e data            |
| --------------- | --------- | --------- | ----------------------- |
| Azzurri Brescia | 2-0       | Argentana | Legnago, 20 maggio 1995 |
|                 |           |           |                         |

## Girone D

### Classifica finale
|  | Pos. | Squadra        | Pt | G  | V  | N  | P  | GF | GS | DR  |
|  | ---- | -------------- | -- | -- | -- | -- | -- | -- | -- | --- |
|  | 1.   | Treviso        | 54 | 34 | 24 | 6  | 4  | 62 | 20 | +42 |
|  | 2.   | Triestina      | 53 | 34 | 22 | 9  | 3  | 54 | 17 | +37 |
|  | 3.   | Legnago        | 43 | 34 | 16 | 11 | 7  | 47 | 27 | +20 |
|  | 4.   | Bolzano        | 42 | 34 | 13 | 16 | 5  | 50 | 31 | +19 |
|  | 5.   | Miranese       | 40 | 34 | 13 | 14 | 7  | 26 | 23 | +3  |
|  | 6.   | Caerano        | 37 | 34 | 13 | 11 | 10 | 46 | 42 | +4  |
|  | 7.   | Arzignano      | 36 | 34 | 11 | 14 | 9  | 23 | 25 | -2  |
|  | 8.   | Pro Gorizia    | 31 | 34 | 6  | 19 | 9  | 24 | 27 | -3  |
|  | 9.   | Sanvitese      | 31 | 34 | 8  | 15 | 11 | 29 | 33 | -4  |
|  | 10.  | Luparense      | 31 | 34 | 11 | 9  | 14 | 29 | 34 | -5  |
|  | 11.  | Bassano Virtus | 31 | 34 | 8  | 15 | 11 | 22 | 27 | -5  |
|  | 12.  | Sevegliano     | 30 | 34 | 5  | 20 | 9  | 22 | 28 | -6  |
|  | 13.  | Pievigina      | 29 | 34 | 7  | 15 | 12 | 25 | 32 | -7  |
|  | 14.  | Donada         | 29 | 34 | 9  | 11 | 14 | 23 | 29 | -6  |
|  | 15.  | Montebelluna   | 29 | 34 | 9  | 11 | 14 | 30 | 43 | -13 |
|  | 16.  | Arco           | 28 | 34 | 6  | 16 | 12 | 24 | 40 | -16 |
|  | 17.  | Schio          | 21 | 34 | 5  | 11 | 18 | 23 | 49 | -26 |
|  | 18.  | Rovereto       | 17 | 34 | 3  | 11 | 20 | 17 | 49 | -32 |

Legenda:
      Promossa in Serie C2 1995-1996.
      Retrocessa in Eccellenza 1995-1996.
 Retrocessione diretta.
Regolamento:
Due punti a vittoria, uno a pareggio, zero a sconfitta.
Pari merito in caso di pari punti.
Spareggio in caso di pari punti in zona promozione e/o retrocessione.
Note:
Il Donada ha mantenuto la categoria battendo nello spareggio l'ex aequo Montebelluna. La Pievigina ha evitato gli spareggi grazie alla classifica avulsa migliore delle due pari merito.
La Triestina è stata poi ripescata in Serie C2 1995-1996 a completamento di organico.

### Spareggi

#### Spareggio salvezza
Pievigina, Donada e Montebelluna terminarono il campionato a pari punti. Per decidere quali squadre dovessero disputare lo spareggio salvezza si ricorse ai punti negli scontri diretti. Miglior sorte toccò alla Pievigina, salva direttamente. Donada e Montebelluna disputarono lo spareggio.
|        | Risultati     |              | Luogo e data           |
| ------ | ------------- | ------------ | ---------------------- |
| Donada | 0-0 (4-2 dtr) | Montebelluna | Mirano, 20 maggio 1995 |
|        |               |              |                        |

## Girone E

### Classifica finale
|  | Pos. | Squadra              | Pt | G  | V  | N  | P  | GF | GS | DR  |
|  | ---- | -------------------- | -- | -- | -- | -- | -- | -- | -- | --- |
|  | 1.   | Viterbese            | 47 | 34 | 17 | 13 | 4  | 41 | 17 | +24 |
|  | 2.   | Ternana              | 45 | 34 | 16 | 13 | 5  | 41 | 22 | +19 |
|  | 3.   | Pontevecchio         | 42 | 34 | 13 | 16 | 5  | 36 | 25 | +11 |
|  | 4.   | Riccione             | 40 | 34 | 15 | 10 | 9  | 39 | 27 | +12 |
|  | 5.   | Impruneta Tavarnuzze | 38 | 34 | 14 | 10 | 10 | 30 | 18 | +12 |
|  | 6.   | Città di Castello    | 37 | 34 | 13 | 11 | 10 | 27 | 22 | +5  |
|  | 7.   | San Marino           | 36 | 34 | 10 | 16 | 8  | 36 | 31 | +5  |
|  | 8.   | Pontassieve          | 36 | 34 | 14 | 8  | 12 | 32 | 33 | -1  |
|  | 9.   | Narnese              | 35 | 34 | 11 | 13 | 10 | 35 | 32 | +3  |
|  | 10.  | Sangiovannese        | 35 | 34 | 11 | 13 | 10 | 25 | 27 | -2  |
|  | 11.  | Gubbio               | 34 | 34 | 10 | 14 | 10 | 35 | 32 | +3  |
|  | 12.  | Arezzo               | 34 | 34 | 10 | 14 | 10 | 27 | 31 | -4  |
|  | 13.  | Rondinella           | 31 | 34 | 6  | 19 | 9  | 30 | 35 | -5  |
|  | 14.  | Sestese              | 31 | 34 | 7  | 17 | 10 | 20 | 27 | -7  |
|  | 15.  | Sansepolcro          | 29 | 34 | 8  | 13 | 13 | 28 | 36 | -8  |
|  | 16.  | Orvietana            | 27 | 34 | 9  | 9  | 16 | 27 | 32 | -5  |
|  | 17.  | Rieti                | 26 | 34 | 6  | 14 | 14 | 25 | 37 | -12 |
|  | 18.  | Bastia               | 9  | 34 | 2  | 5  | 27 | 11 | 61 | -50 |

Legenda:
      Promossa in Serie C2 1995-1996.
      Retrocessa in Eccellenza 1995-1996.
Regolamento:
Due punti a vittoria, uno a pareggio, zero a sconfitta.
Pari merito in caso di pari punti.
Spareggio in caso di pari punti in zona promozione e/o retrocessione.
Note:
La Ternana è stata poi ripescata in Serie C2 1995-1996 a completamento di organico.
Il Sansepolcro è stato poi riammesso al Campionato Nazionale Dilettanti 1995-1996.

## Girone F

### Classifica finale
|  | Pos. | Squadra          | Pt | G  | V  | N  | P  | GF | GS | DR  |
|  | ---- | ---------------- | -- | -- | -- | -- | -- | -- | -- | --- |
|  | 1.   | Tolentino        | 47 | 34 | 19 | 9  | 6  | 49 | 21 | +28 |
|  | 2.   | Nereto           | 45 | 34 | 15 | 15 | 4  | 50 | 25 | +25 |
|  | 3.   | Termoli          | 42 | 34 | 14 | 14 | 6  | 35 | 22 | +13 |
|  | 4.   | Civitanovese     | 40 | 34 | 14 | 12 | 8  | 35 | 28 | +7  |
|  | 5.   | Paganica         | 39 | 34 | 13 | 13 | 8  | 42 | 35 | +7  |
|  | 6.   | Jesi             | 36 | 34 | 11 | 14 | 9  | 33 | 24 | +9  |
|  | 7.   | Santegidiese     | 35 | 34 | 11 | 13 | 10 | 36 | 33 | +3  |
|  | 8.   | Recanatese       | 34 | 34 | 9  | 16 | 9  | 32 | 31 | +1  |
|  | 9.   | Camerino         | 34 | 34 | 10 | 14 | 10 | 29 | 28 | +1  |
|  | 10.  | Vigor Senigallia | 34 | 34 | 10 | 14 | 10 | 35 | 37 | -2  |
|  | 11.  | Francavilla      | 32 | 34 | 8  | 16 | 10 | 30 | 34 | -4  |
|  | 12.  | Mosciano         | 32 | 34 | 9  | 14 | 11 | 31 | 36 | -5  |
|  | 13.  | Luco dei Marsi   | 31 | 34 | 8  | 15 | 11 | 34 | 42 | -8  |
|  | 14.  | Osimana          | 31 | 34 | 8  | 15 | 11 | 28 | 34 | -6  |
|  | 15.  | Penne            | 31 | 34 | 11 | 9  | 14 | 24 | 30 | -6  |
|  | 16.  | Campobasso       | 30 | 34 | 10 | 10 | 14 | 24 | 29 | -5  |
|  | 17.  | Roccaravindola   | 21 | 34 | 6  | 9  | 19 | 31 | 63 | -32 |
|  | 18.  | Sulmona          | 18 | 34 | 3  | 12 | 19 | 22 | 48 | -26 |

Legenda:
      Promossa in Serie C2 1995-1996.
      Retrocessa in Eccellenza 1995-1996.
 Retrocessione diretta.
Regolamento:
Due punti a vittoria, uno a pareggio, zero a sconfitta.
Pari merito in caso di pari punti.
Spareggio in caso di pari punti in zona promozione e/o retrocessione.
Note:
Il Penne è retrocesso dopo aver perso lo spareggio contro l'ex aequo Osimana.
Il Penne e il Campobasso sono stati poi riammessi al Campionato Nazionale Dilettanti 1995-1996.

### Spareggi

#### Spareggio salvezza
Luco dei Marsi, Osimana e Penne terminarono il campionato a pari punti. Per decidere quali squadre dovessero disputare lo spareggio salvezza si ricorse ai punti negli scontri diretti. Miglior sorte toccò al Luco dei Marsi, salvo direttamente. Osimana e Penne disputarono lo spareggio.
|         | Risultati |       | Luogo e data           |
| ------- | --------- | ----- | ---------------------- |
| Osimana | 1-0 (dts) | Penne | Teramo, 20 maggio 1995 |
|         |           |       |                        |

## Girone G

### Classifica finale
|  | Pos. | Squadra               | Pt | G  | V  | N  | P  | GF | GS | DR  |
|  | ---- | --------------------- | -- | -- | -- | -- | -- | -- | -- | --- |
|  | 1.   | Marsala               | 50 | 34 | 19 | 12 | 3  | 42 | 11 | +31 |
|  | 2.   | Civitavecchia         | 49 | 34 | 18 | 13 | 3  | 44 | 12 | +32 |
|  | 3.   | Monterotondo          | 45 | 34 | 18 | 9  | 7  | 51 | 25 | +26 |
|  | 4.   | Anagni                | 34 | 34 | 10 | 14 | 10 | 47 | 37 | +10 |
|  | 5.   | Civita Castellana     | 34 | 34 | 13 | 8  | 13 | 36 | 42 | -6  |
|  | 6.   | Folgore Castelvetrano | 34 | 34 | 11 | 12 | 11 | 34 | 42 | -8  |
|  | 7.   | Alcamo                | 33 | 34 | 10 | 13 | 11 | 37 | 35 | +2  |
|  | 8.   | Ladispoli             | 33 | 34 | 8  | 17 | 9  | 33 | 32 | +1  |
|  | 9.   | Sciacca               | 33 | 34 | 10 | 13 | 11 | 36 | 36 | 0   |
|  | 10.  | Ferentino             | 33 | 34 | 11 | 11 | 12 | 35 | 35 | 0   |
|  | 11.  | Latina                | 33 | 34 | 10 | 13 | 11 | 26 | 32 | -6  |
|  | 12.  | Ceccano               | 32 | 34 | 10 | 12 | 12 | 41 | 27 | +14 |
|  | 13.  | Isola Liri            | 32 | 34 | 11 | 10 | 13 | 42 | 48 | -6  |
|  | 14.  | Bagheria              | 32 | 34 | 9  | 14 | 11 | 23 | 43 | -20 |
|  | 15.  | Fiumicino             | 31 | 34 | 10 | 11 | 13 | 23 | 32 | -9  |
|  | 16.  | Pomezia               | 29 | 34 | 6  | 17 | 11 | 34 | 35 | -1  |
|  | 17.  | Mazara                | 24 | 34 | 8  | 8  | 18 | 18 | 40 | -22 |
|  | 18.  | Partinicaudace        | 21 | 34 | 6  | 9  | 19 | 31 | 69 | -38 |

Legenda:
      Promossa in Serie C2 1995-1996.
      Retrocessa in Eccellenza 1995-1996.
Regolamento:
Due punti a vittoria, uno a pareggio, zero a sconfitta.
Pari merito in caso di pari punti.
Spareggio in caso di pari punti in zona promozione e/o retrocessione.

## Girone H

### Classifica finale
|  | Pos. | Squadra             | Pt | G  | V  | N  | P  | GF | GS | DR  |
|  | ---- | ------------------- | -- | -- | -- | -- | -- | -- | -- | --- |
|  | 1.   | Taranto             | 49 | 34 | 22 | 5  | 7  | 61 | 29 | +32 |
|  | 2.   | Cerignola           | 46 | 34 | 18 | 10 | 6  | 59 | 24 | +35 |
|  | 3.   | Nardò               | 44 | 34 | 16 | 12 | 6  | 40 | 16 | +24 |
|  | 4.   | Toma Maglie         | 41 | 34 | 16 | 9  | 9  | 43 | 25 | +18 |
|  | 4.   | Cavese              | 41 | 34 | 14 | 13 | 7  | 36 | 24 | +12 |
|  | 6.   | Casertana           | 35 | 34 | 13 | 9  | 12 | 44 | 35 | +9  |
|  | 7.   | Boys Caivanese      | 34 | 34 | 7  | 20 | 7  | 30 | 29 | +1  |
|  | 7.   | San Severo          | 34 | 34 | 8  | 18 | 8  | 25 | 29 | -4  |
|  | 9.   | Gabbiano Napoli     | 32 | 34 | 11 | 10 | 13 | 25 | 27 | -2  |
|  | 9.   | Scafatese           | 32 | 34 | 10 | 12 | 12 | 31 | 34 | -3  |
|  | 11.  | Canosa              | 31 | 34 | 11 | 9  | 14 | 30 | 40 | -10 |
|  | 11.  | Pro Italia Galatina | 31 | 34 | 9  | 13 | 12 | 25 | 36 | -11 |
|  | 11.  | Altamura            | 31 | 34 | 9  | 13 | 12 | 29 | 43 | -14 |
|  | 11.  | Compr. Puteolano    | 31 | 34 | 9  | 13 | 12 | 22 | 36 | -14 |
|  | 15.  | Portici             | 28 | 34 | 8  | 12 | 14 | 19 | 37 | -18 |
|  | 16.  | Pro Salerno         | 27 | 34 | 6  | 15 | 13 | 17 | 26 | -9  |
|  | 17.  | Martina             | 25 | 34 | 8  | 9  | 17 | 27 | 41 | -14 |
|  | 18.  | Acerrana            | 20 | 34 | 5  | 10 | 19 | 32 | 64 | -32 |

Legenda:
      Promossa in Serie C2 1995-1996.
      Retrocessa in Eccellenza 1995-1996.
 Taranto poi campione nazionale Dilettanti.
Regolamento:
Due punti a vittoria, uno a pareggio, zero a sconfitta.
Pari merito in caso di pari punti.
Spareggio in caso di pari punti in zona promozione e/o retrocessione.

## Girone I
La Sportiva Cariatese è una rappresentativa di Cariati.
Il Gravina è una rappresentativa di Gravina di Catania.

### Classifica finale
|  | Pos. | Squadra            | Pt | G  | V  | N  | P  | GF | GS | DR  |
|  | ---- | ------------------ | -- | -- | -- | -- | -- | -- | -- | --- |
|  | 1.   | Catania            | 53 | 34 | 21 | 11 | 2  | 50 | 15 | +35 |
|  | 2.   | Milazzo            | 51 | 34 | 20 | 11 | 3  | 56 | 16 | +40 |
|  | 3.   | Messina            | 44 | 34 | 16 | 12 | 6  | 53 | 26 | +27 |
|  | 4.   | Rossanese          | 42 | 34 | 12 | 18 | 4  | 45 | 28 | +17 |
|  | 5.   | Invicta Potenza    | 41 | 34 | 14 | 13 | 7  | 38 | 25 | +13 |
|  | 6.   | Juveterranova Gela | 41 | 34 | 14 | 13 | 7  | 33 | 21 | +12 |
|  | 7.   | Ragusa             | 36 | 34 | 12 | 12 | 10 | 25 | 20 | +5  |
|  | 8.   | Rotonda            | 33 | 34 | 9  | 15 | 10 | 37 | 35 | +2  |
|  | 9.   | Real Catanzaro     | 33 | 34 | 10 | 13 | 11 | 29 | 27 | +2  |
|  | 10.  | Agropoli           | 32 | 34 | 11 | 10 | 13 | 35 | 37 | -2  |
|  | 11.  | Gravina            | 31 | 34 | 7  | 17 | 10 | 32 | 34 | -2  |
|  | 12.  | Igea Virtus        | 30 | 34 | 11 | 8  | 15 | 33 | 35 | -2  |
|  | 13.  | Gioiese            | 29 | 34 | 8  | 13 | 13 | 32 | 47 | -15 |
|  | 14.  | Canicattì          | 27 | 34 | 7  | 13 | 14 | 24 | 47 | -23 |
|  | 15.  | Sportiva Cariatese | 26 | 34 | 6  | 14 | 14 | 23 | 47 | -24 |
|  | 16.  | Gangi              | 25 | 34 | 5  | 15 | 14 | 23 | 44 | -21 |
|  | 17.  | Comiso             | 20 | 34 | 6  | 8  | 20 | 27 | 62 | -35 |
|  | 18.  | Leonzio            | 18 | 34 | 6  | 6  | 22 | 31 | 60 | -29 |

Legenda:
      Promossa in Serie C2 1995-1996.
      Retrocessa in Eccellenza 1995-1996.
Regolamento:
Due punti a vittoria, uno a pareggio, zero a sconfitta.
Pari merito in caso di pari punti.
Spareggio in caso di pari punti in zona promozione e/o retrocessione.

## Poule scudetto
Per l'assegnazione del titolo italiano di Serie D, al termine della stagione regolare, le nove squadre prime classificate sono state suddivise in quattro gironi e si sono incontrate in gare di andata e ritorno. Le vincenti dei gironi hanno disputato semifinali e finali di andata e ritorno, definite per sorteggio, in caso di parità tempi supplementari e rigori.

### Turno preliminare

#### Gruppo A
|  | Pos. | Squadra         | Pt | G | V | N | P | GF | GS | DR |
|  | ---- | --------------- | -- | - | - | - | - | -- | -- | -- |
|  | 1.   | Gallaratese     | 4  | 2 | 2 | 0 | 0 | 3  | 1  | +2 |
|  | 2.   | Grosseto        | 2  | 2 | 1 | 0 | 1 | 3  | 3  | 0  |
|  | 3.   | Alzano Virescit | 0  | 2 | 0 | 0 | 2 | 3  | 5  | -2 |

Legenda:
      Promossa al turno successivo.
Regolamento:
Due punti a vittoria, uno a pareggio, zero a sconfitta.
|                 | Risultati |                 | Luogo e data                    |
| --------------- | --------- | --------------- | ------------------------------- |
| Gallaratese     | 2-1       | Alzano Virescit | Gallarate, 28 maggio 1995       |
| Alzano Virescit | 2-3       | Grosseto        | Alzano Lombardo, 31 maggio 1995 |
| Grosseto        | 0-1       | Gallaratese     | Grosseto, 4 giugno 1995         |
|                 |           |                 |                                 |

#### Gruppo B
|  | Pos. | Squadra   | Pt | G | V | N | P | GF | GS | DR |
|  | ---- | --------- | -- | - | - | - | - | -- | -- | -- |
|  | 1.   | Viterbese | 3  | 2 | 1 | 1 | 0 | 2  | 1  | +1 |
|  | 2.   | Treviso   | 1  | 2 | 0 | 1 | 1 | 1  | 2  | -1 |

Legenda:
      Promossa al turno successivo.
Regolamento:
Due punti a vittoria, uno a pareggio, zero a sconfitta.
|           | Risultati |           | Luogo e data            |
| --------- | --------- | --------- | ----------------------- |
| Viterbese | 1-0       | Treviso   | Viterbo, 28 maggio 1995 |
| Treviso   | 1-1       | Viterbese | Treviso,4 giugno 1995   |
|           |           |           |                         |

#### Gruppo C
|  | Pos. | Squadra   | Pt | G | V | N | P | GF | GS | DR |
|  | ---- | --------- | -- | - | - | - | - | -- | -- | -- |
|  | 1.   | Tolentino | 4  | 2 | 2 | 0 | 0 | 2  | 0  | +2 |
|  | 2.   | Marsala   | 0  | 2 | 0 | 0 | 2 | 0  | 2  | -2 |

Legenda:
      Promossa al turno successivo.
Regolamento:
Due punti a vittoria, uno a pareggio, zero a sconfitta.
|           | Risultati |           | Luogo e data             |
| --------- | --------- | --------- | ------------------------ |
| Marsala   | 0-1       | Tolentino | Marsala, 28 maggio 1995  |
| Tolentino | 1-0       | Marsala   | Tolentino, 4 giugno 1995 |
|           |           |           |                          |

#### Gruppo D
|  | Pos. | Squadra | Pt | G | V | N | P | GF | GS | DR |
|  | ---- | ------- | -- | - | - | - | - | -- | -- | -- |
|  | 1.   | Taranto | 2  | 2 | 1 | 0 | 1 | 4  | 3  | +1 |
|  | 2.   | Catania | 2  | 2 | 1 | 0 | 1 | 3  | 4  | -1 |

Legenda:
      Promossa al turno successivo.
Regolamento:
Due punti a vittoria, uno a pareggio, zero a sconfitta.
|         | Risultati |         | Luogo e data            |
| ------- | --------- | ------- | ----------------------- |
| Catania | 3-2       | Taranto | Catania, 28 maggio 1995 |
| Taranto | 2-0       | Catania | Taranto, 4 giugno 1995  |
|         |           |         |                         |

### Fase finale

#### Semifinali
|             | Risultati |             | Luogo e data              |
| ----------- | --------- | ----------- | ------------------------- |
| Taranto     | 5-1       | Viterbese   | Taranto, 8 giugno 1995    |
| Viterbese   | 1-2       | Taranto     | Viterbo, 18 giugno 1995   |
|             |           |             |                           |
| Tolentino   | 2-1       | Gallaratese | Tolentino, 11 giugno 1995 |
| Gallaratese | 3-2       | Tolentino   | Gallarate, 18 giugno 1995 |
|             |           |             |                           |

#### Finale
|           | Risultati |           | Luogo e data              |
| --------- | --------- | --------- | ------------------------- |
| Taranto   | 5-0       | Tolentino | Taranto, 22 giugno 1995   |
| Tolentino | 1-4       | Taranto   | Tolentino, 25 giugno 1995 |
|           |           |           |                           |